# دد سارا
دد سارا (انگلیسی: Dead Sara) گروه راک آمریکایی اهل لس آنجلس است و متشکل از امیلی آرمسترانگ (خواننده اصلی، گیتار ریتم)، سوزی مِدلی (گیتاریست اصلی، خواننده پشتیبان) و شان فرایدی (درامز، خواننده پشتیبان) است و بیشتر به خاطر تک‌آهنگ «Weatherman» از نخستین آلبوم گروه به نام دد سارا (۲۰۱۲) شناخته می‌شود. در سپتامبر ۲۰۲۴ اعلام شد که امیلی آرمسترانگ خوانندهٔ جدید گروه لینکین پارک است.